# Pavlogradkai járás

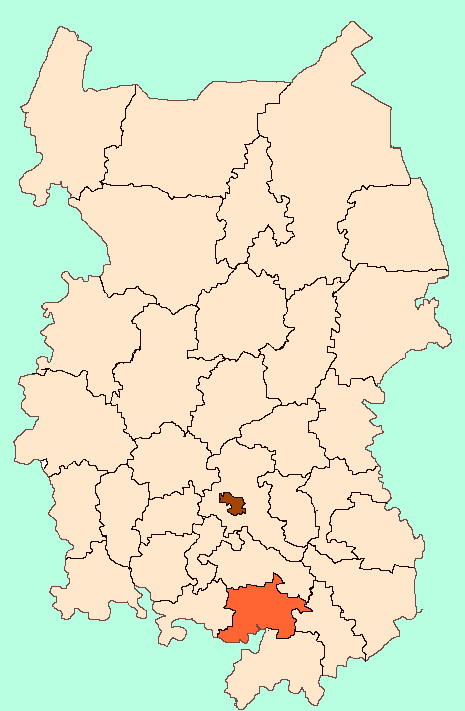
A Pavlogradkai járás az Omszki területen

A Pavlogradkai járás (oroszul Павлоградский район) Oroszország egyik járása az Omszki területen. Székhelye Pavlogradka.

## Népesség
- 1989-ben 23 037 lakosa volt.
- 2002-ben 21 608 lakosa volt, melynek 45,9%-a orosz, 29,8%-a ukrán, 17,1%-a kazah, 4,8%-a német, 0,5%-a tatár.
- 2010-ben 20 034 lakosa volt, melynek 52,2%-a orosz, 24,6%-a ukrán, 16,6%-a kazah, 3,5%-a német, 0,5%-a tatár.